# Paul Chalamel
Paul Chalamel (auch Challamel; * 12. März 1885 in Genf; † 12. Juli 1950 in Le Kremlin-Bicêtre) war ein französischer Autorennfahrer.

## Karriere
Paul Chalamel startete in den 1920er-Jahren zweimal beim 24-Stunden-Rennen von Le Mans. 1925 war er Teampartner von Gaston Delalande auf einem Rolland-Pilain C23 Super Sport. Das Duo fuhr in 24 Stunden keine ausreichende Rundenzahl, um gewertet zu werden. Im Jahr darauf bestritt er das Rennen gemeinsam mit Paul Stremler auf einen Werks-Rolland-Pilain C23. Die Zielankunft verhinderte ein technischer Defekt.

## Statistik

### Le-Mans-Ergebnisse
| Jahr | Team                                  | Fahrzeug                       | Teamkollege      | Platzierung     | Ausfallgrund |
| ---- | ------------------------------------- | ------------------------------ | ---------------- | --------------- | ------------ |
| 1925 | Ets. Automobiles Rolland et Pilain SA | Rolland-Pilain C23 Super Sport | Gaston Delalande | nicht klassiert |              |
| 1926 | SA des Établissements Rolland-Pilain  | Rolland-Pilain C23 Super Sport | Paul Stremler    | Ausfall         | Defekt       |